# 윤현숙
윤현숙(한국 한자: 尹賢淑, 1971년 12월 27일 ~ )은 대한민국의 여성 가수 및 작사가이며 배우 겸 기업가이다.

## 생애
1992년 혼성 5인조 댄스 팝 음악 그룹 〈ZAM〉으로 가요 분야에 첫 데뷔하였는데 데뷔 전 MBC 《일요일 일요일 밤에》란 프로그램에 김완선  닮은꼴로 지원을 했으나  아버지가 2성 장군이라서 방송 출연을 상상도 못했던 터라 '윤아영'이란 가명으로 출연했고 한때 이화여대를 목표로 했지만 뒤늦게 매달린 공부에 한계가 있어 이화여대를 포기했으며 TV 드라마 《내일은 사랑》 오디션까지 봤으나 탈락했고 이에 앞서 SBS MBC 공채 탤런트 시험에 응시했으나 낙방했다.

그녀는 1992년 그룹 〈ZAM〉의 1집 앨범 〈난 멈추지 않는다〉로 첫 데뷔하여 이혜영과 함께 코코라는 그룹 결성하여 2인조 여성 댄스 팝 음악 그룹의 멤버로 활약하였고 1996년 이후부터는 연기자로도 활약하였다.
이후 2002년에는 〈게임박스〉의 마케팅부장을 거쳐 이사장으로 활동하였었고 현재는 가방 브랜드 〈Fabina LA〉의 공동 대표를 맡고 있는데 처음에 미국 멀티숍을 위주로 가방을 판매하였지만 나중에는 대한민국의 현대백화점과 롯데백화점에도 입점하였다.

## 학력
- 서울발산초등학교 (졸업)
- 무학여자고등학교 (졸업)
- 단국대학교 천안캠퍼스 사회체육학과 (졸업)
- 중앙대학교 예술대학원 공연영상학과 영화전공 (졸업)

## 출연작

### TV 드라마
- 《애정만만세》 오정심 역 (2011년 ~ 2012년)
- 《The Queen》 (2008년)
- 《달콤한 인생》 명자 역 (2008년)
- 《메리대구 공방전》 변강미 역 (2007년)
- 《90일, 사랑할 시간》 김왈숙 역 (2006년)
- 《원더풀 라이프》 백현주 역 (2005년)
- 《홍콩 익스프레스》 홍유신 역 (2005년)
- 《성난 얼굴로 돌아보라》 (2000년)
- 《욕망》 춘자 역 (1997년)
- 《전원일기》

### 영화
- 《구미호 가족》 ... 미스 황 역 (2006년)
- 《싸움의 기술》 ... 다방 레지 역 (2006년)
- 《클레멘타인》 ... 나경 역（Cameo）(2004년)
- 《가위》 ... 교수 역 (2000년)
- 《주노명 베이커리》 ... 유부녀 역（Cameo, 영화배우 데뷔작）(2000년)
- 《키드캅》... 특별출연

### 연극
- 《신의 아그네스》

### 뮤지컬
- 《시카고》
- 《그리스》
- 《아가씨와 건달들》

## 음반활동&작사작곡

### 음반
- 1993년 잼 1집 〈난 멈추지 않는다〉
- 1993년 Coco 1집 〈그리움으로 지는 너〉
- 1993년 잼 2집 〈어색한 느낌〉 ... 작사가 참여
- 1993년 뮤 1집 〈MUE〉 ... 작사가 참여
- 1994년 Coco 2집 〈그 느낌 속의 너〉
- 1994년 잼 3집 〈나만의 이유〉 ... 작사가 참여